# Lac de la Tourbière
Le lac de la Tourbière, est une des étendues d'eau douce situées dans le parc national de la Mauricie, dans la région administrative de la Mauricie, au Québec, au Canada.

## Géographie
Le "lac de la Tourbière" est connexe au lac Wapizagonke. Ces deux plans d'eau sont reliés par un court détroit qui est enjambé par un pont d'une route forestière traversant le Parc national.

## Toponyme
Il existe sur le territoire québécois six toponymes dont l'appellation est "lac de la Tourbière".
Le toponyme "Lac de la Tourbière" a été officialisé le 18 février 1977 à la Commission de toponymie du Québec.